# La Alameda, Durango
La Alameda är en ort i Mexiko.   Den ligger i kommunen Tamazula och delstaten Durango, i den västra delen av landet, 1 000 km nordväst om huvudstaden Mexico City. La Alameda ligger 2 500 meter över havet och antalet invånare är 115.
Terrängen runt La Alameda är kuperad åt nordväst, men åt sydost är den bergig. Runt La Alameda är det mycket glesbefolkat, med 3 invånare per kvadratkilometer. Närmaste större samhälle är Todos Santos, 4,1 km väster om La Alameda. I omgivningarna runt La Alameda växer huvudsakligen savannskog.